# 이튼즈 존 메리욘 타워
이튼즈 존 메리욘 타워는 캐나다 토론토에 취소된 마천루이다. 당초 1976년 완공목표로 세계 최고층 마천루를 계획하였지만 사업은 1972년 취소되었다.